# Zeca Medeiros
José Medeiros, popularmente conhecido como Zeca Medeiros (Vila Franca do Campo, 9 de Dezembro de 1951), é um músico, compositor, ator e realizador português. Venceu o Prémio José Afonso em 2005.

## Biografia
Natural da freguesia de Vila Franca do Campo, na ilha de São Miguel, nos Açores, começou a sua carreira musical tocando a bordo do paquete "Funchal", no início da década de 1970.
Cumpriu o serviço militar em Angola durante a Guerra Colonial, experiência traumática que haveria de marcar boa parte da sua obra cinematográfica e musical.
Algum tempo após cumprir o serviço militar, iniciou o seu trabalho para a RTP, entrando para os quadros da estação, em Lisboa, percorrendo um longo trilho de várias aprendizagens, desde as VTPs até Assistente de Realização. Trabalhou na emissora durante cerca de trinta anos.
A abertura da televisão nos Açores fez com que regressasse ao arquipélago, onde deu início à sua carreira de realizador. As suas séries televisivas ficaram na memória coletiva como referências do cinema na televisão pública portuguesa, nomeadamente: Mau Tempo no Canal que adapta o romance de Vitorino Nemésio, Xailes Negros que aborda a emigração e os efeitos da guerra colonial ou Gente Feliz com Lágrimas, foram obras que realizou e para que compôs as respectivas bandas sonoras.  Em alguns casos, dando voz a outros intérpretes, como Mariana Abrunheiro, Minela, Susana Coelho ou Vera Quintanilha.
A aposta na produção de ficção para televisão na região açoriana produziu ainda obras como "Balada do Atlântico", "O Barco e o Sonho", "O Feiticeiro do Vento", "A Ilha de Arlequim" e "O Sorriso da Lua nas Criptomérias".

## Prémios e Reconhecimento
Em 1995, com o álbum Feiticeiro do Vento é pela primeira vez nomeado para o Prémio José Afonso, volta a ser nomeado em 1999 com o seu primeiro disco de longa duração: Cinefilias e Outras Incertezas. Ganhou o prémio em 2005 com o seu trabalho Torna-Viagem. 
Em 19 de abril de 2007, no Coliseu Micaelense, na edição dos Prémios Açores Música 2006, onde vários artistas açorianos foram galardoados em várias categorias, recebeu o Prémio Carreira - Prestígio. 

## Discografia
A sua discografia é composta por: 

#### Singles
- 1978 - Pedrada no Charco / Dia de Chuva na Cidade
- 1980 - Vida Roseira [13]

#### Álbuns
- 1983 - "Rimando Contra a Maré" (grupo Rosa dos Ventos)
- 1986 - "Ala-Bote!"
- 1986 - "Xailes Negros" (EP)
- 1995 - "Feiticeiro do Vento"
- 1998 - "7 Cidades, a Lenda do Arcebispo"
- 1999 - "Cinefilias e Outras Incertezas"
- 2004 - "Torna-Viagem"
- 2010 - "Fados, Fantasmas e Folias"
- 2015 - "Aprendiz de Feiticeiro"

#### Bandas Sonoras
- 1986 - "O Barco e o Sonho"
- 1986 - "7 Anos de Música"
- 1986 - "Mau Tempo no Canal"

#### Colaborações
- 1986 - "Toadas do Vento Ilhéu"
- 1995 - "Danças e Folias" (Brigada Victor Jara)
- 1995 - "Ópera do Bandoleiro" (Carlos Clara Gomes / Trigo Limpo)
- 1996 - "Caminhos" (Dulce Pontes)
- 1996 - "Alma" (Ala dos Namorados)
- 1997 - "Encontros" (João Lóio)
- 1997 - "A Voz e a Guitarra" (Vários artistas)
- 1997 - "Balada do Atlântico"
- 1998 - "Cantigas de Amigos" (João Balão e José Moz Carrapa)
- 2009 - "MDLXIII" (In Peccatum)
- 2015 - "Siga a Malta" (do album Quatrada, da banda Galandum Galundaina)
- 2024 - "Sanguessuga" (Profeta Morbus)

## Filmografia
| Ano         | Projeto                            | Papel                      | Nota                    | Canal      |
| ----------- | ---------------------------------- | -------------------------- | ----------------------- | ---------- |
| 1989        | O Diabólico Plano do Barão Voz Off | Frankie Stein              | Telefilme               | RTP Açores |
| 1989        | O Barco e o Sonho                  |                            | Minissérie              | RTP Açores |
| 1989        | Mau Tempo no Canal                 |                            | Série                   | RTP Açores |
| 1995        | Feliz Natal Mariana                | visitante                  | Telefilme               | RTP Açores |
| 1996        | O Feiticeiro do Vento              |                            | Telefilme               | RTP Açores |
| 2002        | Gente Feliz com Lágrimas           | Luís Miguel                | Minissérie              | RTP Açores |
| 2006        | Triângulo Jota                     | Santiago Lobo              | Participação Especial   | RTP1       |
| 2007        | Ilha dos Amores                    | Cipriano Formiga           | Elenco Principal        | TVI        |
| 2009        | Anthero, o Palácio da Ventura      | João de Deus               | Telefilme               | RTP Açores |
| 2011        | Liberdade 21                       | Belmiro                    | Participação Especial   | RTP1       |
| 2015        | Escrito no Basalto                 | Mateus                     | Elenco Principal        | RTP1       |
| 2015        | O Livreiro de Santiago             | Carlos Nascimento (Sénior) | Telefilme               | RTP Açores |
| 2016        | A Única Mulher                     | Mestre                     | Participação Especial   | TVI        |
| 2017 - 2018 | A Herdeira                         | Miro Fuentes               | Elenco Principal        | TVI        |
| 2019 / 2023 | Conta-me como Foi                  | Cardoso                    | Elenco Adicional        | RTP1       |
| 2024 - 2025 | Senhora do Mar                     | Abel Castro                | Elenco Principal        | SIC        |
| 2024        | Azul                               | António                    | Elenco Adicional (OPTO) | SIC        |